# Gliese 667 Cd

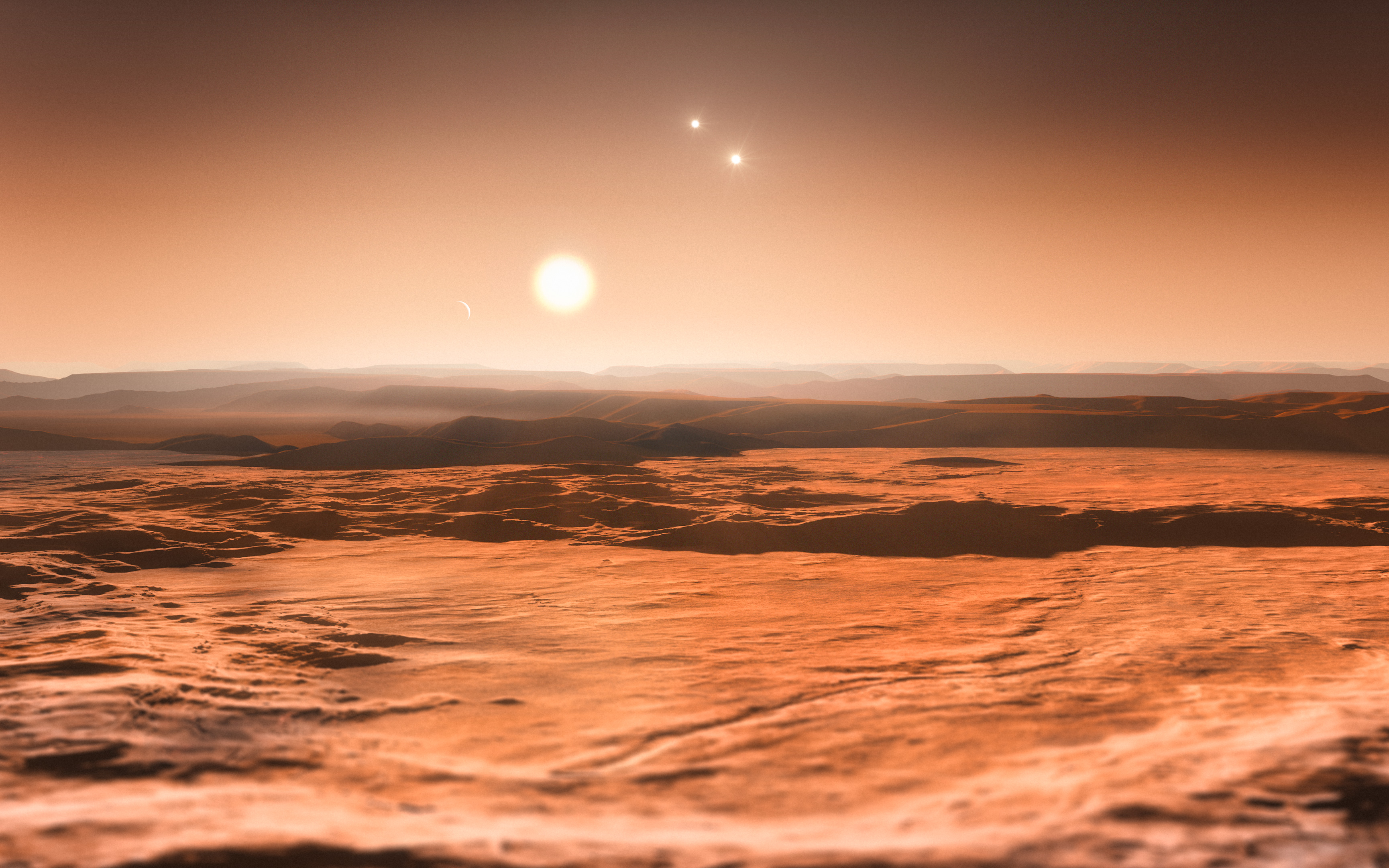
Impressão artística do sistema Gliese 667

Gliese 667 Cd é um planeta extrassolar que orbita em torno da estrela Gliese 667 C, que é um membro do sistema estelar triplo Gliese 667 localizado a uma distância de 22,7 anos-luz (6,97 pc) a partir da Terra, nas proximidades da constelação de Scorpius. Ele é ligeiramente mais maciço do que Gliese 667 Cc. Ele tem uma massa de cerca de 5 a 6 vezes a massa da Terra e um raio duas vezes superior assumindo que seja rochoso. É um provável planeta gelado com uma média de -67 °C assumindo uma atmosfera como a Terra, Embora ele esteja localizado fora da zona habitável do sistema e, portanto, não é possível acolher a água no estado líquido na sua superfície, teoriza-se que Gliese 667 Cd poderia ter um oceano subterrâneo sob uma camada de gelo. Ele tem um Índice de Similaridade com a Terra de 46,8%.
A existência de Gliese 667 Cd foi teorizado em 2012 e, finalmente, confirmado em 2013.[carece de fontes?]